# Breakin' Outta Hell
Breakin' Outta Hell è il quarto album in studio del gruppo hard rock australiano degli Airbourne, pubblicato il 23 settembre 2016 dalla Spinefarm Records.
Il brano It's All For Rock N' Roll è dedicato a Lemmy Kilmister.

## Tracce
1. Breakin' Outta Hell
2. Rivalry
3. Get Back Up
4. Never Too Loud For Me
5. Thin The Blood
6. I'm Going To Hell For This
7. Down On You
8. Never Been Rocked Like This
9. When I Drink I Go Crazy
10. Do Me Like You Do Yourself
11. It's All For Rock N' Roll
12. Bombshell (Bonus track nell'edizione deluxe dell'album)

## Posizioni in classifica
| Paese                                                   | Posizione massima |
| ------------------------------------------------------- | ----------------- |
| Australia (ARIA Charts)                                 | 13                |
| Austria (Ö3 Austria)                                    | 3                 |
| Belgio (Ultratop Fiandre)                               | 29                |
| Belgio (Ultratop Vallonia)                              | 35                |
| Canada (Billboard)                                      | 54                |
| Finlandia (Suomen virallinen lista)                     | 24                |
| Francia (Syndicat national de l'édition phonographique) | 21                |
| Germania (Offizielle Top 100)                           | 3                 |
| Italia (FIMI)                                           | 71                |
| Nuova Zelanda (Recorded Music NZ)                       | 33                |
| Paesi Bassi (MegaCharts)                                | 96                |
| Regno Unito (Official Charts Company)                   | 9                 |
| Scozia (Official Charts Company)                        | 6                 |
| Spagna (PROMUSICAE)                                     | 50                |
| Svezia (Sverigetopplistan)                              | 36                |
| Svizzera (Schweizer Hitparade)                          | 4                 |

## Formazione
- Joel O'Keeffe - voce, chitarra
- David Roads- chitarra ritmica, cori
- Justin Street - basso, cori
- Ryan O'Keeffe - batteria